# Quién lo impide
Quién lo impide (títol internacional: Who's Stopping Us?) és una pel·lícula espanyola dirigida per Jonás Trueba. Es va estrenar en el Festival Internacional de Cinema de Sant Sebastià 2021. Es tracta d'una pel·lícula que barreja ficció i no ficció. El film de Trueba busca retratar a la generació de joves nascuts en els 2000 amb entrevistes i parts ficcionades en les quals els actors s'interpreten a si mateixos. La pel·lícula va tenir molt bon acolliment al festival de Sant Sebastià i es va alçar amb la Conquilla de Plata a la Millor Interpretació de repartiment per a tot el seu elenc d'actors.

## Repartiment
- Candela Recio
- Pablo Hoyos
- Silvio Aguilar
- Pablo Gavira
- Claudia Navarro
- Marta Casado
- Rony-Michelle Pinzaru
- Javier Sánchez
- Jonás Trueba

## Premis i nominacions
- Conquilla de Plata a la millor interpretació de repartiment (tot l'elenc) al Festival Internacional de Cinema de Sant Sebastià 2011[3]
- Premi Feroz Zinemaldia al Festival de Sant Sebastià 2021[3]
- Premi FIPRESCI al Festival de Sant Sebastià 2021[3]
- Premi a la Millor interpretació (ex aequo) - Candela Recio al Festival Internacional de Cinema de Mar del Plata 2021[4]
- Premi SIGNIS al Festival de Mar del Plata 2021
- Nominat al Millor documental als Premis Forqué 2021[5]
- Nominat a Millor documental als XXXVI Premis Goya[6]

## Durada
La pel·lícula té una durada total de 220 minuts, però compta amb dos descansos de 5 minuts. És a dir, es divideix en 3 parts. En una entrevista per al podcast Los Figurantes, de la web de cinema 35 mil·límetres, Jonás Trueba va dir que després del seu pas per sales arribaria a Movistar+ dividida en tres parts, en format minisèrie.

## Polèmica de documental o ficció
Nombrosos periodistes cinematogràfics han expressat la seva incomprensió amb què l'última pel·lícula de Jonás Trueba hagi estat catalogada com Documental quan s'ha enviat com a opció per als diferents premis espanyols. La veritat és que, amb certesa, no és un documental al cent per cent, ja que en la seva segona part hi ha diversos moments ficcionados creant així una atmosfera de realitat paral·lela. No obstant això, no hem d'oblidar que precisament el que està buscant Jonás Trueba és portar fins al límit la idea de documental o no-ficció.
La pel·lícula està inscrita oficialment a l'ICAA com a llargmetratge documental, i es va presentar a les ajudes selectives de llargmetratge en la categoria de documental l'any 2017, ja que neix com un projecte d'arrel documental que després es va anar obrint a la ficció.